# .cg
.cg — в Інтернеті, національний домен верхнього рівня (ccTLD) для Республіки Конго.